# Mossel (Gagnef)
Mossel is een plaats in de gemeente Gagnef in het landschap Dalarna en de provincie Dalarnas län in Zweden. De plaats heeft 70 inwoners (2005) en een oppervlakte van 30 hectare.